# Bernard Prévost
Pour les articles homonymes, voir Prévost.
Bernard Prévost, né le 15 mars 1943 à Lille, est un militaire et un haut fonctionnaire français.

## Biographie
Bernard Prévost est élève de l’École spéciale militaire de Saint-Cyr entre 1963 et 1965. Il est officier d'infanterie, notamment au 2° Régiment Etranger de Parachutistes (1969-1975) et participe à l'intervention militaire au Tchad (1969-1970). De 1975 à 1978, il est aide de camp du ministre de la Défense Yvon Bourges. En 1977-1978, il rejoint le corps préfectoral, où il va avoir un parcours mobile entre plusieurs ministères.
Successivement directeur de cabinet de préfet, sous-préfet dans plusieurs arrondissements (notamment sous-préfet de Saint-Martin et de Saint-Barthélemy en 1980) et secrétaire général dans plusieurs départements, il est ensuite préfet de la Nièvre (1992-1993) (ministère de l'intérieur), directeur de l'administration pénitentiaire (1993-1996) (ministère de la Justice), directeur général de la gendarmerie nationale (1996-2000) (ministère de la Défense). Dirigeant la gendarmerie, Bernard Prévost a suivi plusieurs missions de coopération en Afrique. Après l’assassinat de Claude Érignac en 1998, il a eu à gérer le renforcement des forces de sécurité en Corse et il a eu à s'occuper de l'affaire des paillotes, incendie illégal, dans lequel plusieurs gendarmes sont impliqués, obéissant sur ordre de leur hiérarchie locale et du préfet de Corse, Bernard Bonnet.
De 2000 à 2003 il est Préfet des Yvelines, où il fait face aux nouvelles formes de violences urbaines. De 2003 à 2006 il est Préfet de la région Poitou-Charentes, Préfet de la Vienne. Là aussi, il « enraye la crise des banlieues ».
Dans le cadre de mobilités croisées d'ambassadeurs et de préfets, Bernard Prévost  devient ambassadeur de France en République démocratique du Congo du 11 août 2006 au 2 octobre 2008 (ministère des affaires étrangères) . Peu après son arrivée au Congo, il échappe à un bombardement visant Jean-Pierre Bemba pendant les troubles du 21 août 2006 suivant l'Élection présidentielle de 2006 en République démocratique du Congo.
Admis à faire valoir ses droits à la retraite en 2009, il devient ensuite président de la fondation des Apprentis d'Auteuil durant neuf ans,.

## Décorations
- Commandeur de la Légion d'honneur[10]
- Commandeur de l'ordre national du Mérite
- Médaille de la Gendarmerie nationale
- Chevalier de l'ordre des Palmes académiques
- Chevalier de l'ordre du Mérite agricole
- Médaille d'honneur de l'administration pénitentiaire, or au titre de « préfet de région Poitou-Charentes » (2004)[11]